# Emirates Golf Club
L'Emirates Golf Club est un parcours de golf de 36 trous situé à Dubai, aux Émirats Arabes Unis. Il a été construit en 1988 par l'architecte originaire de Floride Karl Litten, et se situe dans le quartier Jumeirah, à 12 minutes de l'archipel artificiel du Palm Jumeirah.

L'idée d'un parcours de golf de championnat entièrement gazonné à Dubaï a été lancée par les hommes d'affaires Larry Trenary et George Atkinson, tous deux vivant à Dubaï. Karl Litten, l'architecte à l'origine de la conception de ce terrain de golf, est un ami proche de Larry Trenary.

## Dubai Desert Classic
Le Dubai Desert Classic, un événement de la tournée européenne doté d'une bourse de 3 millions de dollars américains, est un événement annuel auquel participe le club. Il s'agit du plus ancien tournoi ayant lieu au Moyen-Orient. L'Omega Dubai Ladies Classic, un événement du Ladies European Tour, est également joué au club. Le premier événement du Dubai Desert Classic a eu lieu en 1989.

## Récompenses[4]
| Année | Récompense                                                                                    |
| ----- | --------------------------------------------------------------------------------------------- |
| 1995  | Meilleur Parcours de Golf (European Tour)                                                     |
| 2003  | Meilleur Club de Golf du Moyen-Orient (Business Traveller)                                    |
| 2004  | Meilleur Club de Golf du Moyen-Orient (Business Traveller)                                    |
| 2005  | Top 100 des Parcours de Golf hors États-Unis                                                  |
| 2005  | Meilleur Club de Golf du Moyen-Orient (Business Traveller)                                    |
| 2006  | Meilleur Club de Golf du Moyen-Orient (Business Traveller)                                    |
| 2007  | Meilleur Club de Golf du Moyen-Orient (Business Traveller)                                    |
| 2007  | Top 100 des Parcours de Golf hors États-Unis                                                  |
| 2009  | Meilleur Parcours de Golf du Moyen-Orient (Golf Digest Middle East)                           |
| 2009  | Club de Golf de l'Année du Moyen-Orient (Middle East Golfer)                                  |
| 2009  | Meilleur Ordre du Mérite pour l'Emirates Amateur Open (Middle East Golfer)                    |
| 2010  | Meilleur Parcours du Moyen-Orient (Asian Golf Monthly Awards 2010)                            |
| 2010  | Meilleur Parcours de Championnat Finaliste en Asie-Pacifique (Asian Golf Monthly Awards 2010) |
| 2010  | Top 100 des Parcours de Golf (Golf World)                                                     |
| 2011  | Top 100 des Parcours de Golf (Golf World)                                                     |
| 2012  | Top 100 des Parcours de Golf (Golf World)                                                     |
| 2013  | Médaille d'Argent, Catégorie du Meilleur Sport & Loisir (Sports Industry Awards 2013)         |
| 2014  | Equipe de Marketing de Golf de l'Année (The Middle East Golf Awards)                          |
| 2014  | Sports en plein air Favoris (What's On Awards 2014)                                           |
| 2014  | IAGTO Récompense de l'Utilisation Efficace des Ressources                                     |
| 2014  | Médaille d'Or de la Meilleure Structure Sportive (Sports Industry Awards)                     |
| 2014  | Nommé pour la Meilleure Expérience en Club (The Middle East Golf Awards)                      |